# William Heinesen
William Heinesen (født 15. januar 1900 i Tórshavn, død 12. marts 1991) var en færøsk forfatter, komponist og billedkunstner.
Han boede på Færøerne bortset fra nogle ungdomsår i Danmark med vennen og fætteren Jørgen-Frantz Jacobsen. Han skrev på dansk, som var det sprog, han var opvokset med i hjemmet og i skolen. Faderen var købmand og skibsreder af færøsk herkomst. Moderen var kunstnerisk anlagt og af dansk herkomst.
I en årrække drev han familiens handelsfirma samtidig med sin forfattervirksomhed.
Hans væsentligste påvirkninger kom fra opvæksten i et travlt handelshus i Tórshavn. Han var både påvirket af det borgerlige liv og af det kunstneriske miljø. Modsætningen mellem disse to miljøer er gennemgående i hans forfatterskab.
Han blev påvirket af forfatteren Otto Gelsted og 1920'ernes kreds af især venstreorienterede kunstnere.
Han var en af sin tids betydeligste dansksprogede forfattere, både med sine romaner, noveller og digte, og hans kendteste bog er romanen De fortabte spillemænd. Han var flere gange nomineret til Nobelprisen i litteratur, men afviste en mulig tildeling i 1981 med henvisning til at han skrev på dansk, og at en tildeling burde gå til en forfatter der skrev på færøsk.
William Heinesen er oversat til 19 sprog, og han er efter Karen Blixen den mest oversatte forfatter med debut i perioden 1900-1940.
| Citat            | Nutiden... begyndte så småt at fortrænge den umådelig lange og sejglivede færøske middelalder | Citat |
| William Heinesen |                                                                                               |       |

## Digte
- 1921 Arktiske Elegier og andre Digte

- 1924 Høbjergning ved Havet
- 1927 Sange mod Vaardybet
- 1930 Stjernerne vaagner
- 1936 Den dunkle Sol
- 1955 Digte i udvalg
- 1961 Hymne og harmsang
- 1972 Panorama med regnbue
- 1983 Vinterdrøm. Digte i udvalg 1920-30
- 1984 Samlede digte
- 1990 Digte

## Noveller
- 1957 Det fortryllede lys
- 1960 Gamaliels besættelse
- 1967 Kur mod onde ånder
- 1970 Don Juan fra Tranhuset
- 1973 Fortællinger fra Thorshavn
- 1975 Grylen og andre noveller
- 1980 Her skal danses
- 1985 Laterna magica

## Romaner
- 1934 Blæsende Gry
- 1938 Noatun
- 1949 Den sorte gryde
- 1950 De fortabte spillemænd
- 1952 Moder Syvstjerne
- 1964 Det gode håb
- 1976 Tårnet ved verdens ende

## Billedbøger
- 1999 Det vingede mørke (posthumt)